# Secretaria de Educação do Estado do Piauí
| Secretaria de Educação do Estado do Piauí                                                                  |                     |
| Av. Pedro Freitas, S/N - Bloco D/F - Centro Administrativo. CEP: 64.018-900 - Teresina - PI Página oficial |                     |
| |                     |
| Atual secretário                                                                                           | Washington Bandeira |

A Secretaria de Educação do Estado do Piauí (SEDUC) é o órgão do governo do estado brasileiro do Piauí encarregado da educação no estado.

## História

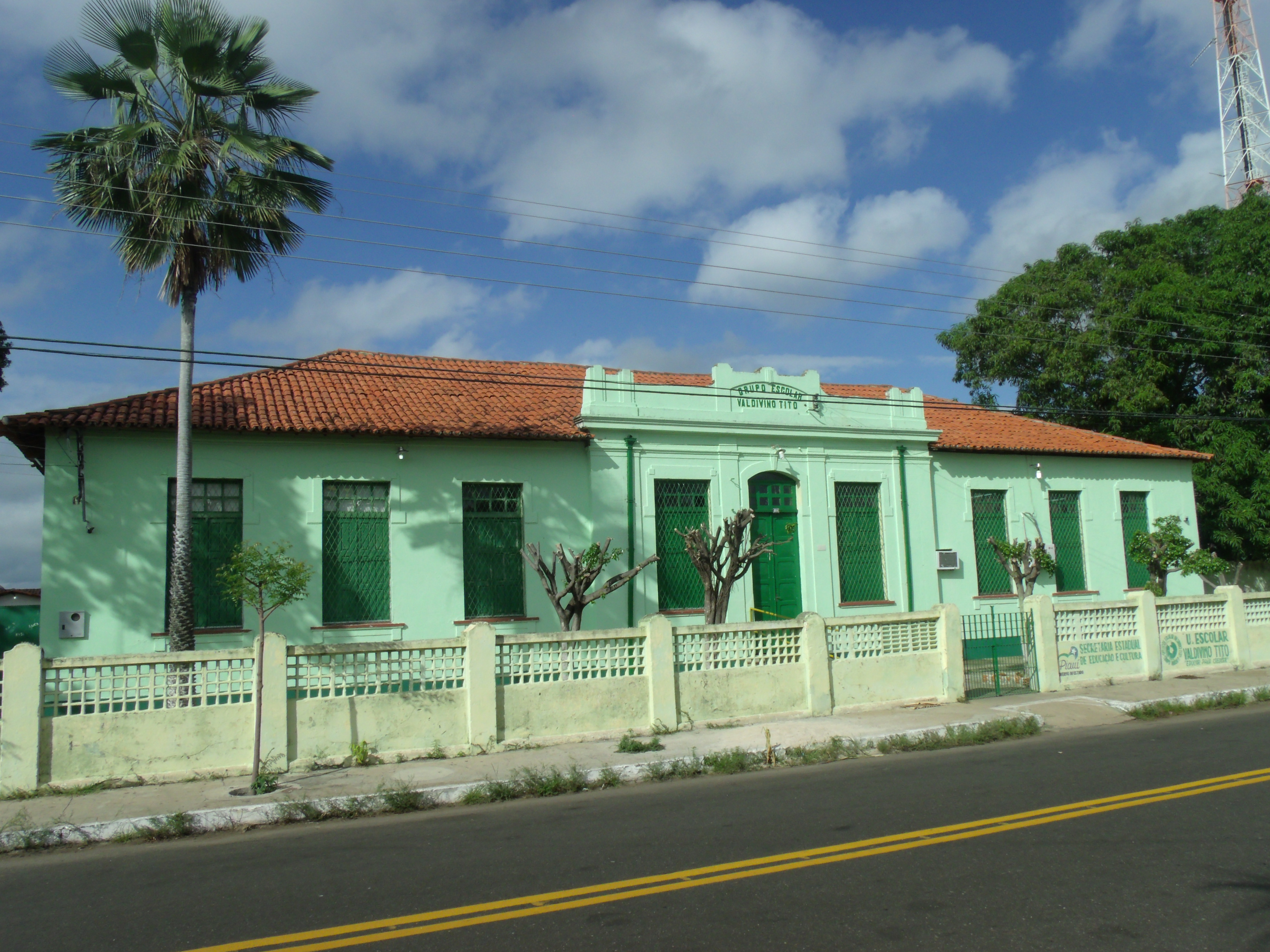
Grupo Escolar Valdivino Tito, Construído em Campo Maior e inaugurado em 5 de julho de 1934, na época da Diretoria Geral de Instrução Pública. que edificou escolas nesse formato arquitetônico em várias cidades do Piauí.

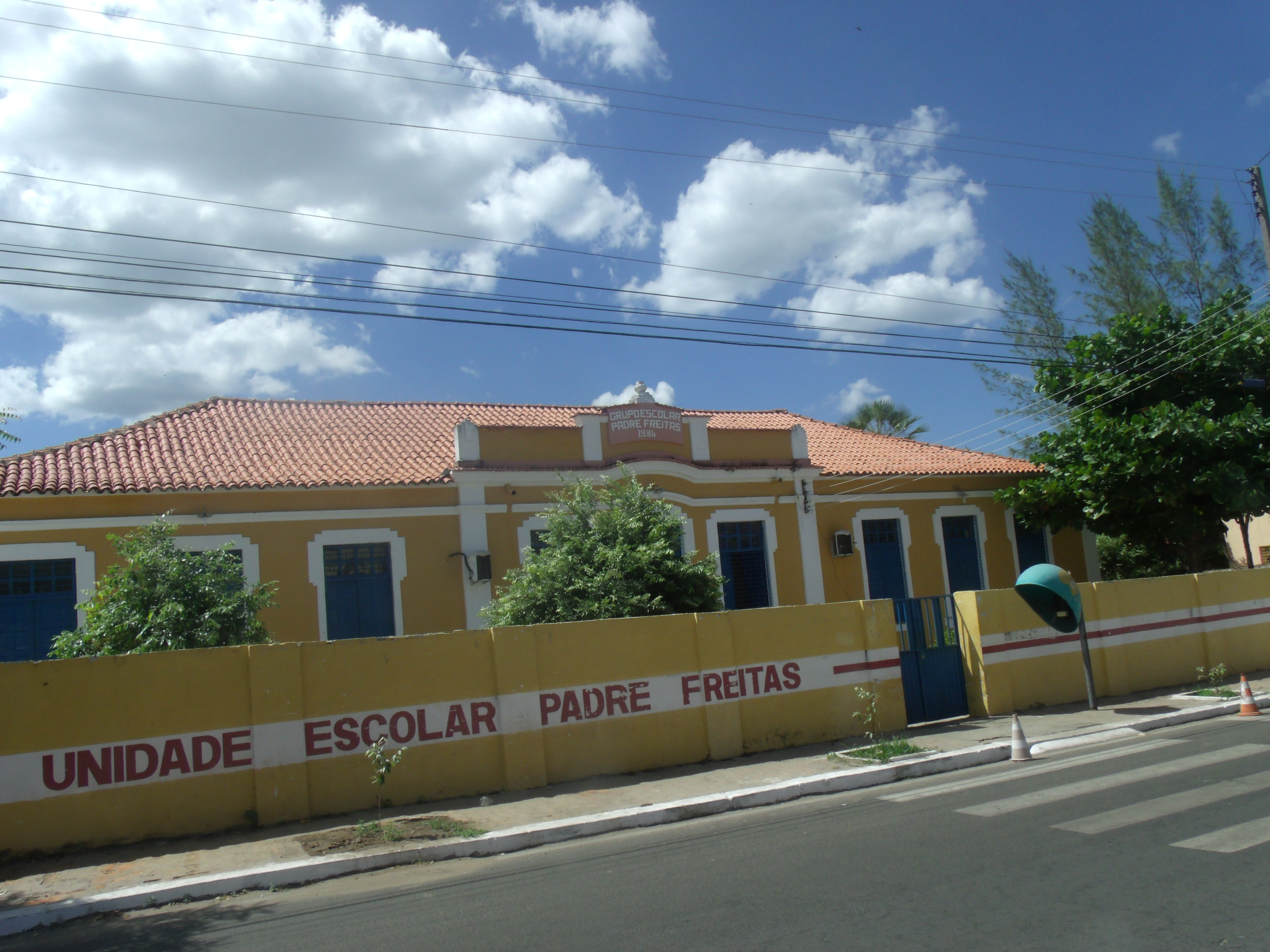
Grupo Escolar Padre Freitas, em Piripiri, construído em 1934. Com sua arquitetura da frontaria predial preservada.

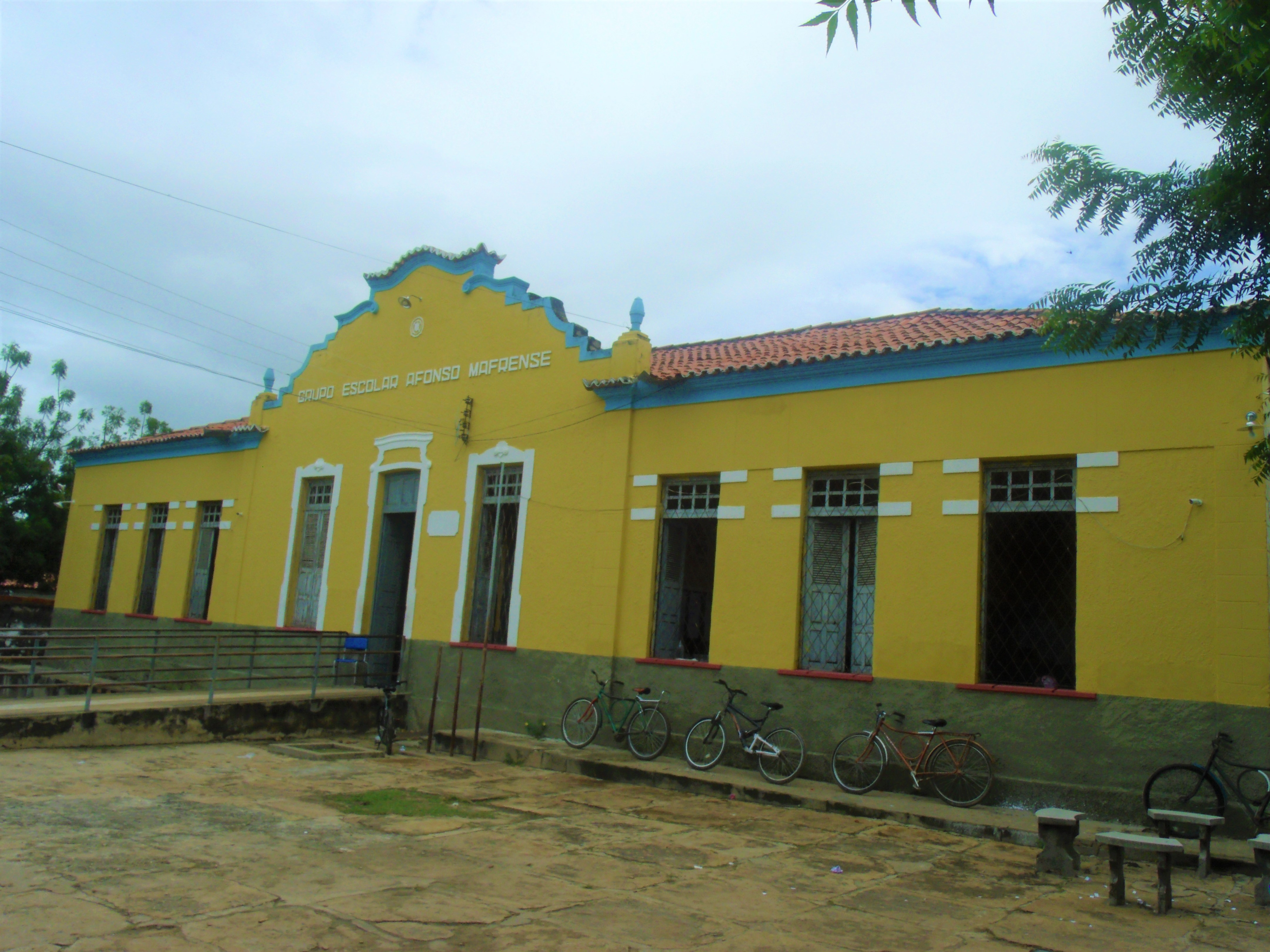
Vista do histórico Grupo Escolar Afonso Mafrense em Altos.

Sua vida institucional já vem desde a época do Império do Brasil quando da criação das Diretorias de Instrução Pública criadas, em cada comarca, pela resolução provincial nº 198, de 4 de outubro de 1845 e em 13 de setembro de 1859 a resolução provincial nº 485 institui a Diretoria Geral da Instrução Pública que fazia a regulagem administrativa e institucional dos serviços de instrução pública na província e seu dirigente era o Diretor Geral da Instrução Pública, este órgão foi assim denominado até ser mudado para Departamento de Ensino, por força do artigo 131 da Constituição do Estado do Piauí de 1935 promulgada pela Assembleia Legislativa do Piauí no dia 18 de julho de 1935, por sua vez, esse órgão vigorou até quando em 21 de junho de 1946 o decreto-lei estadual o rebatizou para Departamento de Educação até quando teve sua feitura jurídica mudada para Secretaria da Educação e Saúde por força da lei nº 1.095 sancionada em 6 de dezembro de 1954.  
E em 5 de dezembro de 1962, no governo de Chagas Rodrigues pela lei nº 2.350 o nome vira Secretaria da Educação e em 28 de abril de 1969 começa a ser chamada de Secretaria da Educação e Cultura, mas em 1973 volta a ao nome anterior quando foi criada a Secretaria da Cultura do Piauí.

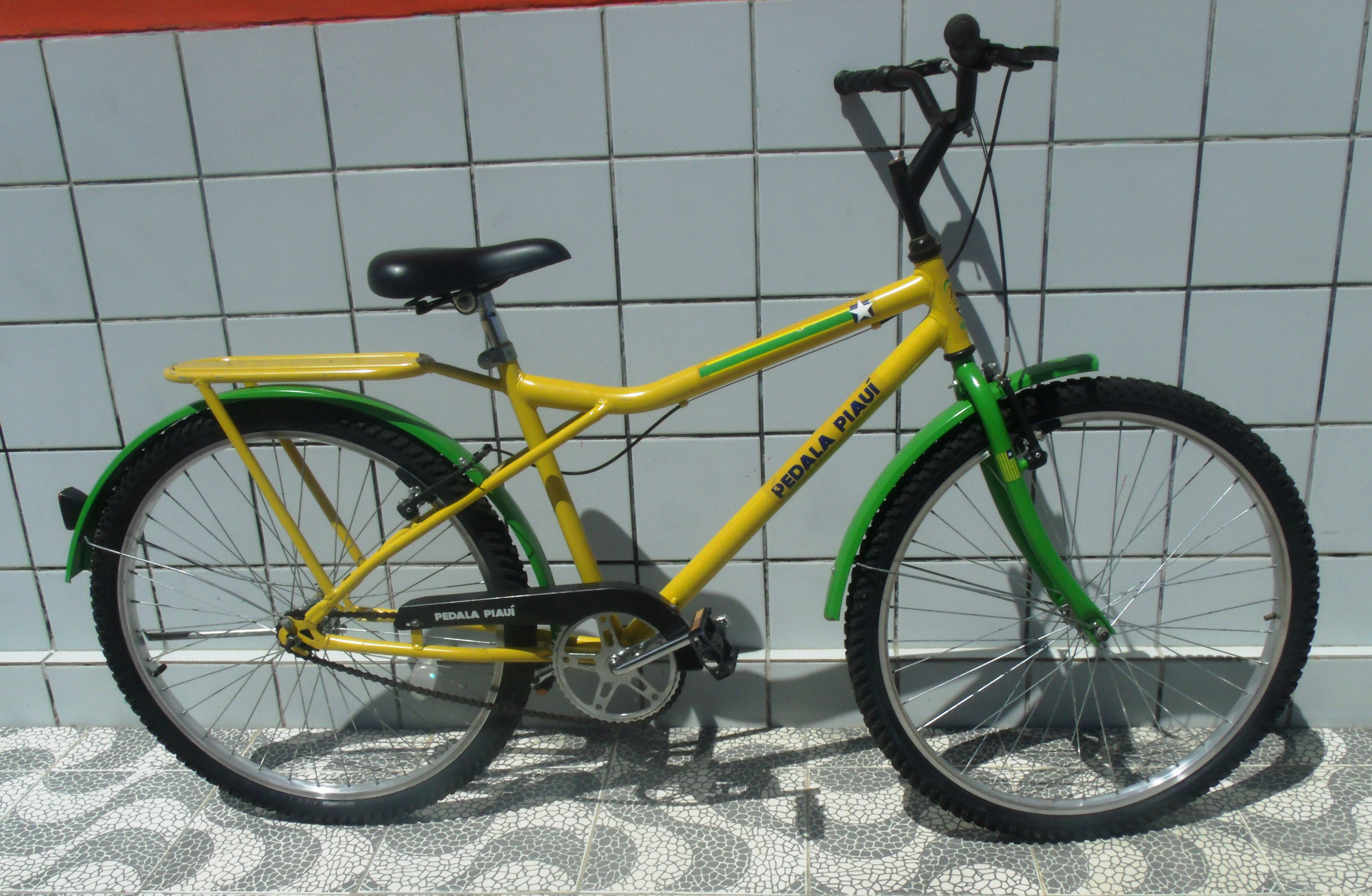
Bicicleta escolar do programa "pedala Piauí".
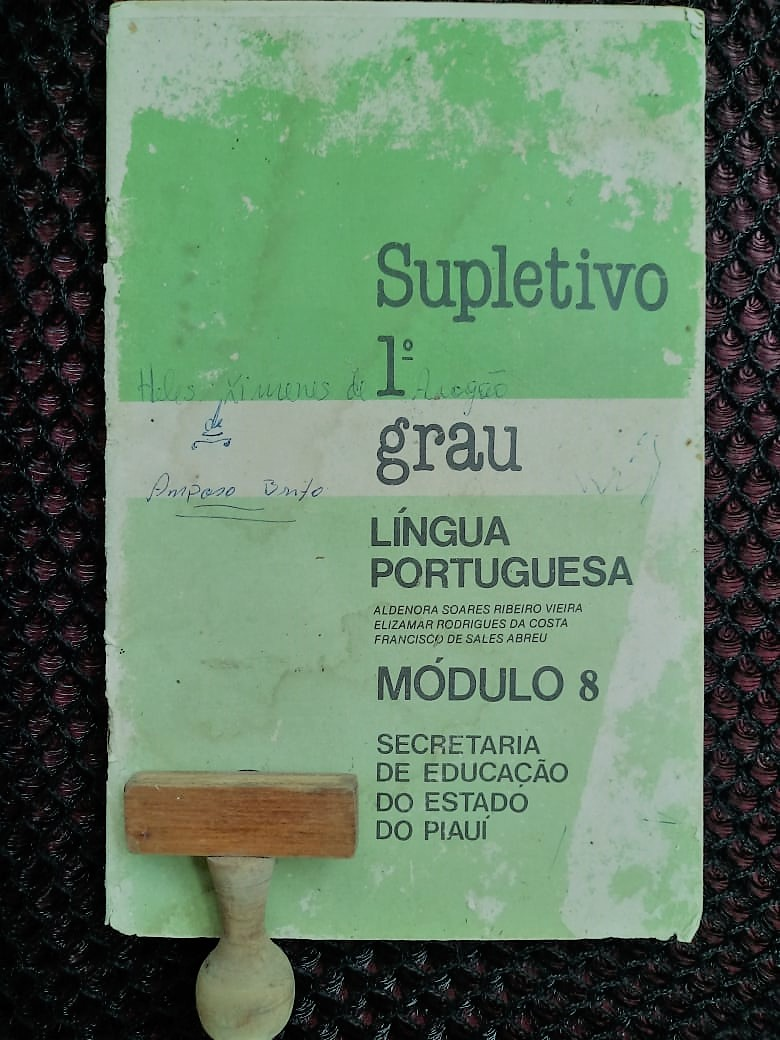
Livro do supletivo de 1982.
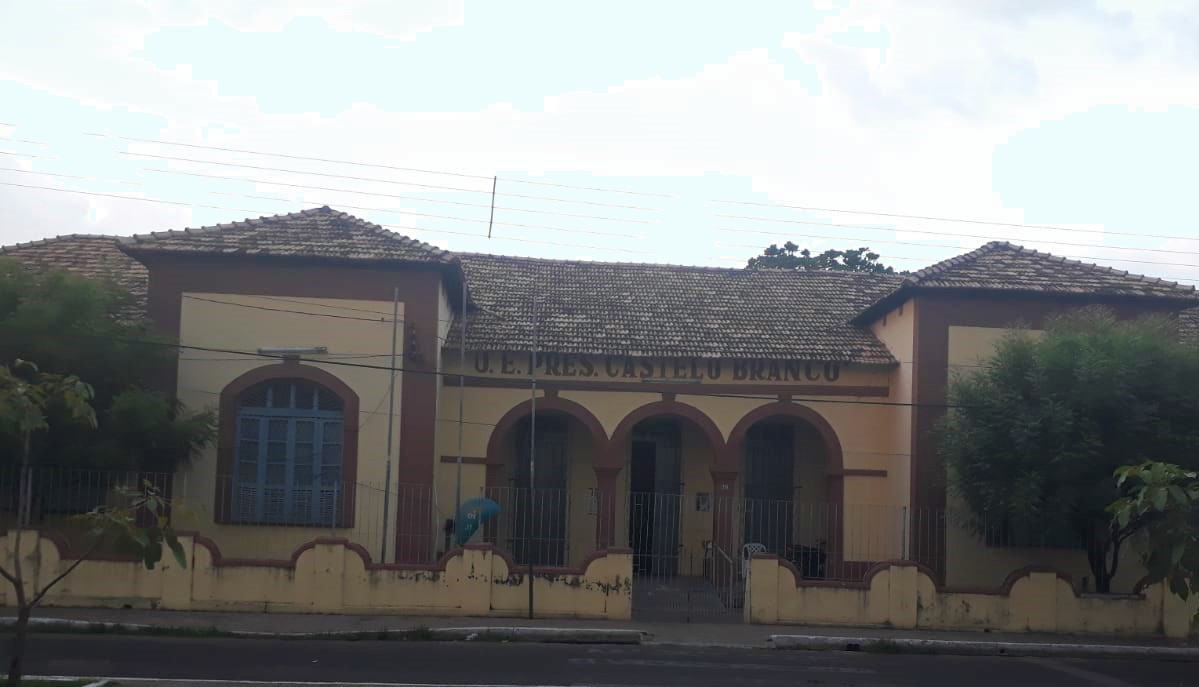
Imagem da frontaria da histórica edificação da U E Pres. Castelo Branco, em Piracuruca.
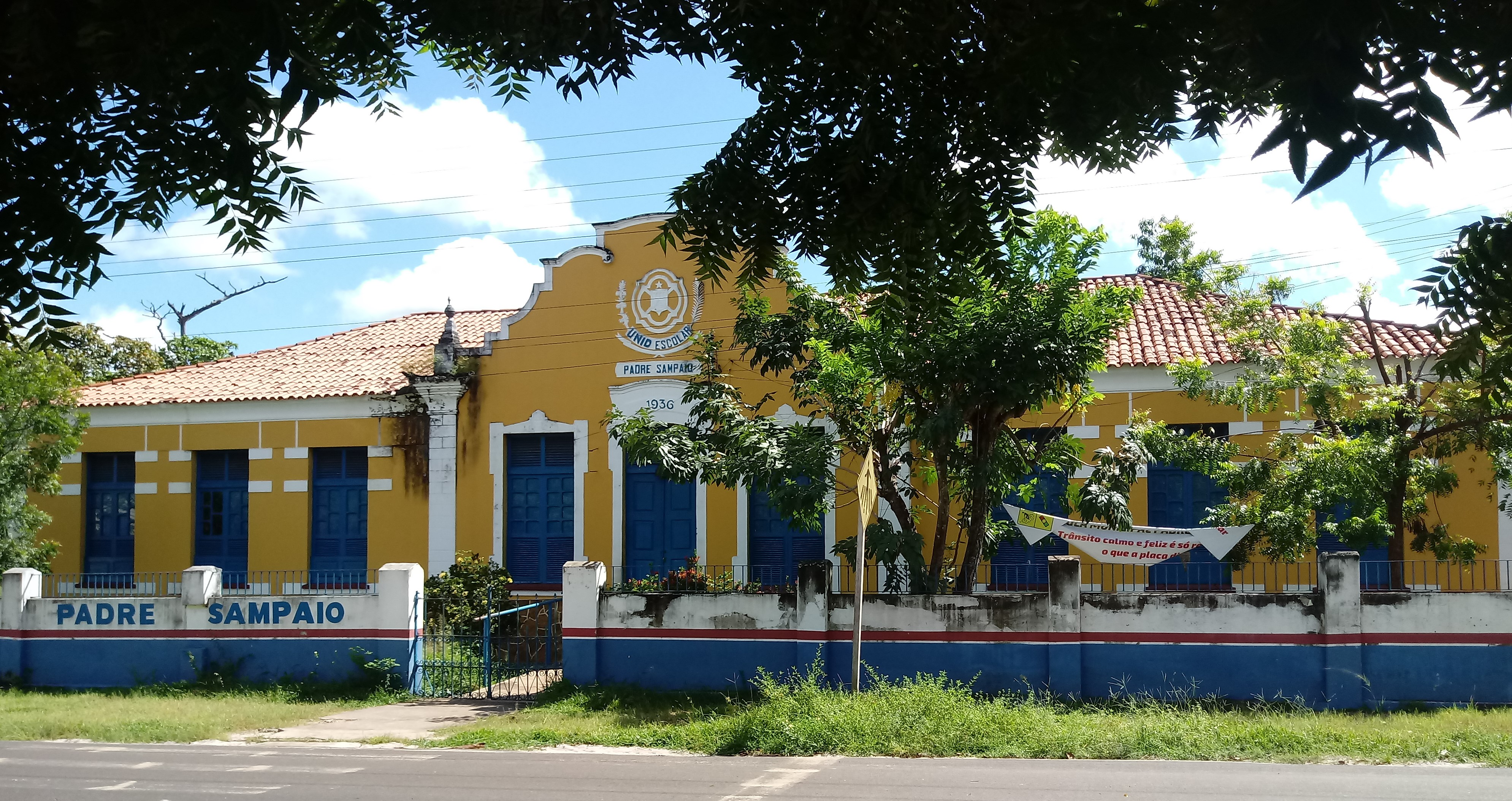
Unidade Escolar Padre Sampaio, inaugurada no ano de 1936, em José de Freitas.